# Estadio Luis Girón
El Estadio Luis Girón, es un estadio de fútbol ubicado en La Lima, Cortés propiedad del Club Deportivo Parrillas One de la Liga de Ascenso de Honduras. Las obras de este recinto comenzaron en febrero de 2018. El estadio sigue en estado de construcción, en lo que se le instalará techado al sector preferencial, y el cableado eléctrico.

El 30 de octubre de 2022, se juega el primer partido oficial en el recinto, el Parrillas One ante el Génesis de Comayagua correspondiente a los Octavos de final de la Liga de Ascenso de Honduras, el primer gol en dicho estadio lo marco Carlos Zelaya jugador del Parrillas One a los 27 minutos.